# Gubernatorzy Aruby
Gubernator Aruby jest reprezentantem holenderskiej głowy państwa (królowa Beatrix). Obowiązkiem gubernatora jest reprezentowanie i strzeżenie generalnych interesów Królestwa Niderlandów. Jest on odpowiedzialny przed holenderskim rządem. 
Gubernator jest mianowany przez monarchę na okres sześciu lat. Okres ten może być przedłużony tylko raz, na kolejne sześć lat. Gubernator jest w swych obowiązkach wspierany przez własny sekretariat. Doradza mu również Rada Doradcza (Raad van Advises), składająca się z przynajmniej 5 członków mianowanych przez gubernatora i doradzających mu w zakresie prawodawstwa. 

## Lista gubernatorówAruby
Pierwszy gubernator Aruby został powołany 1 stycznia 1986. Wcześniej gubernator Antyli Holenderskich był również gubernatorem Aruby.
- 1 stycznia 1986 - 29 stycznia 1992 : Felipe Tromp
- 29 stycznia 1992 - 1 maja 2004 : Olindo Koolman
- 1 maja 2004 - nadal : Fredis Refunjol